# Противотуманная обработка
Противотуманные или антизапотевающие средства, или антифоги (от англ. Anti-fog), различные вещества и методы обработки материалов, которые предотвращают конденсацию воды в виде мелких капель на поверхности, вид сквозь которую напоминают туман. Противотуманные методы впервые были разработаны НАСА в программе Джемини, и в настоящее время часто используются на прозрачных стеклянных или пластиковых поверхностях, используемых в оптических приложениях, таких как линзы и зеркала, в очках, объективах и биноклях. Однако ещё задолго до этого, для предотвращения запотевания стёкол противогазов в СССР инструкция рекомендовала использовать обычное мыло. Методы основаны на минимизации поверхностного натяжения, в результате чего происходит конденсация тонкой плёнки воды вместо множества одиночных капель. Это происходит путём изменения степени смачивания. Противотуманные средства, как правило, работают либо путём нанесения плёнки поверхностно-активного вещества, либо путём создания гидрофильной поверхности. Наноматериалы являются относительно новым средством, их частицы многократно увеличивают количество центров конденсации на поверхности стекла, микроскопические капли успевают слиться в единую плёнку до того как станут видны.

## История создания
Противотуманные методы были первоначально разработана НАСА во время программы Джемини, для использования на шлеме скафандра. На Gemini 9А, в июне 1966 года, астронавт Юджин А. Сернан испытал первый скафандр НАСА, и обнаружил во время выхода в открытый космос, что его шлем запотевает. Костюм Сернана был протестирован с использованием системы жизнеобеспечения космического аппарата после полёта, и было обнаружено, что небольшой участок шлема, обработанный антизапотевающим раствором оставался прозрачным, несмотря на конденсацию. Позже все рейсы Gemini применяли для выходов в открытый космос антизапотевающую обработку.

## Применение
Противозапотевающие средства, как правило, доступны в качестве аэрозолей, кремов и гелей, и влажных салфеток, в то время как более стойкие покрытия часто применяются во время сложных производственных процессов. Анти-туман добавки также могут быть добавлены к пластмассам, где они проступают изнутри к поверхности.

## Материалы
Следующие вещества используются в качестве анти-туман агентов:
- Поверхностно-активные вещества, которые минимизируют поверхностное натяжение воды:
  - Моющие средства, такие как шампунь, мыло, или крем для бритья. Наносится в виде раствора и удаляется без промывки.
- Гидрофильные покрытия, которые увеличивают поверхностную энергию:
  - Гидрофильные полимеры и гидрогели:
- Желатин
  - Гидрофильные коллоиды и наночастицы:
    - Диоксид титана, становится материалом с высокой гидрофильностью под УФ-светом.

## Домашние рецепты
Стекло само по себе является гидрофильным материалом, и будучи обезжирено и прогрето смачивается равномерно. Это свойство, к сожалению, при дыхании на стекло быстро пропадает, но может быть использована для нанесения тонких защитных жидкостей из более стойких материалов.
Один из методов чтобы предотвратить запотевание, является нанесение тонкой плёнки ПАВ (например, шампуня или спрея для волос) но этот метод плох тем, что плёнки из ПАВ легко смываются. Водолазы часто используют слюну, который является широко известным и слабоэффективным анти-запотевающим средством, к тому же не стойким. Искажения, которые вносит подобная "обработка", можно оправдать только в сильно мутной воде.
Более многоразовым способом является нанесение желатиновой плёнки. Это может быть как наклеивание желатинового светофильтра на чистое мокрое стекло, так и высушивание тонкого слоя желатинового раствора с добавлением антисептика для глаз прямо на стекле (например, в маске для дайвинга).